# Пророк Наум
Свети пророк Наум (хебр. נַחוּם) је један од 12 малих пророка Светог писма. Његова књига, по њему названа Књига пророка Наума. Описао је крај асирског царства, и његов главни град, Ниниву, у живом поетском стилу. 
Мало се зна о личном животу пророка Наума. Његова дела узимају се као пророчанство или као историја. Претпотставља се да су његови списи записани око 615. п. н. е., непосредно пред пад Асирије.